# Hays (huyện)
Huyện Hays là một huyện thuộc tỉnh Al Hudaydah, Yemen. Đến thời điểm năm 2003, huyện này có dân số 45436 người